# La Terrasse-sur-Dorlay
La Terrasse-sur-Dorlay és un municipi francès situat al departament del Loira i a la regió d'Alvèrnia-Roine-Alps. L'any 2007 tenia 715 habitants.

## Demografia

### Població
El 2007 la població de fet de La Terrasse-sur-Dorlay era de 715 persones. Hi havia 288 famílies de les quals 77 eren unipersonals (53 homes vivint sols i 24 dones vivint soles), 77 parelles sense fills, 122 parelles amb fills i 12 famílies monoparentals amb fills.
La població ha evolucionat segons el següent gràfic:
Habitants censats

### Habitatges
El 2007 hi havia 322 habitatges, 292 eren l'habitatge principal de la família, 10 eren segones residències i 20 estaven desocupats. 227 eren cases i 90 eren apartaments. Dels 292 habitatges principals, 197 estaven ocupats pels seus propietaris, 83 estaven llogats i ocupats pels llogaters i 12 estaven cedits a títol gratuït; 4 tenien una cambra, 22 en tenien dues, 62 en tenien tres, 90 en tenien quatre i 114 en tenien cinc o més. 196 habitatges disposaven pel capbaix d'una plaça de pàrquing. A 119 habitatges hi havia un automòbil i a 151 n'hi havia dos o més.

### Piràmide de població
La piràmide de població per edats i sexe el 2009 era:
| Homes | Edats   | Dones |
| ----- | ------- | ----- |
| 0     | 95 o +  | 0     |
| 4     | 90 a 94 | 0     |
| 0     | 85 a 89 | 4     |
| 8     | 80 a 84 | 8     |
| 0     | 75 a 79 | 4     |
| 4     | 70 a 74 | 12    |
| 12    | 65 a 69 | 12    |
| 24    | 60 a 64 | 8     |
| 12    | 55 a 59 | 12    |
| 24    | 50 a 54 | 20    |
| 28    | 45 a 49 | 28    |
| 24    | 40 a 44 | 24    |
| 32    | 35 a 39 | 32    |
| 24    | 30 a 34 | 32    |
| 40    | 25 a 29 | 20    |
| 0     | 20 a 24 | 24    |
| 24    | 15 a 19 | 16    |
| 32    | 10 a 14 | 32    |
| 20    | 5 a 9   | 20    |
| 20    | 0 a 4   | 28    |

## Economia
El 2007 la població en edat de treballar era de 477 persones, 363 eren actives i 114 eren inactives. De les 363 persones actives 334 estaven ocupades (180 homes i 154 dones) i 28 estaven aturades (13 homes i 15 dones). De les 114 persones inactives 34 estaven jubilades, 40 estaven estudiant i 40 estaven classificades com a «altres inactius».

### Ingressos
El 2009 a La Terrasse-sur-Dorlay hi havia 289 unitats fiscals que integraven 737 persones, la mediana anual d'ingressos fiscals per persona era de 18.443 €.

### Activitats econòmiques
Dels 23 establiments que hi havia el 2007, 1 era d'una empresa de fabricació d'altres productes industrials, 3 d'empreses de construcció, 5 d'empreses de comerç i reparació d'automòbils, 1 d'una empresa de transport, 4 d'empreses d'hostatgeria i restauració, 2 d'empreses financeres, 1 d'una empresa immobiliària, 4 d'entitats de l'administració pública i 2 d'empreses classificades com a «altres activitats de serveis».
Dels 7 establiments de servei als particulars que hi havia el 2009, 1 era un taller de reparació d'automòbils i de material agrícola, 1 guixaire pintor, 1 lampisteria, 1 perruqueria, 2 restaurants i 1 agència immobiliària.
L'únic establiment comercial que hi havia el 2009 era una botiga de menys de 120 m².
L'any 2000 a La Terrasse-sur-Dorlay hi havia 22 explotacions agrícoles que ocupaven un total de 420 hectàrees.

## Equipaments sanitaris i escolars
El 2009 hi havia una escola elemental.

## Poblacions més properes
El següent diagrama mostra les poblacions més properes.